# Lijst van staten in het Heilige Roomse Rijk (D)
Dit is een lijst van staten in het Heilige Roomse Rijk die beginnen met de letter D.
| Naam                                                                                                 | Type                                                                                          | Kreit          | Bank | Ontstaan                     | Notities |
| --- | --------------------------------------------------------------------------------------------- | -------------- | ---- | ---------------------------- | --- |
| Dagstuhl (Dachstuhl)                                                                                 | Heerlijkheid                                                                                  | Upp Rhen       |      |                              | 1290-1375: Naar de heren van Dagstuhl 1375-1625: naar de heren van Flenkenstein, Kriechingen, Rollingen en Brucken 1625-1696: Naar de heren van Sotern 1696-1802: Naar de graven van Oettingen-Baldern en Sotern 1802-1803: Naar de prinsen van Oettingen-Wallerstein |
| Dannenberg                                                                                           | Vorstendom                                                                                    |                |      |                              | |
| Danzig                                                                                               | Keizerlijke Vrijstad                                                                          |                |      | 1454                         | |
| Dauphiné                                                                                             | Graafschap                                                                                    |                |      |                              | 1335: Bij Frankrijk |
| Davos                                                                                                | Rechtsgebied                                                                                  |                |      |                              | |
| Degenberg                                                                                            | HRR Graafschap                                                                                |                |      |                              | 1602: Lijn sterft uit Bij Beieren |
| Delmenhorst                                                                                          | Graafschap                                                                                    | Low Rhen       |      | 1278; 1440; 1577             | Afsplitsing van Oldenburg 1438, 1482, 1647: Aansluiting bij Oldenburg |
| Diepholz                                                                                             | Baronie 1524: Graafschap                                                                      | Low Rhen       |      | 1278                         | 1583: Aangesloten bij Brunswick Lijn sterft uit |
| Diessen                                                                                              | HRR Graafschap                                                                                |                |      |                              | c1326: Bij Beieren |
| Diessenhofen                                                                                         | Keizerlijke stad                                                                              |                |      | 1415                         | Tot 1442 |
| Dietrichstein HRR Prins van Dietrichstein in Nikolsburg/Nicolsburg, gaaf van Proskau, heer van Trasp | 1514: HRR Baronie 1612: HRR Graafschap 1631: HRR Vorstendom 1654: HRR Prins van Dietrichstein |                |      |                              | 1654: HRR Raad van Vorsten 1654: Keizerlijk domein 1684: Heer van Tarasp 1802: Verwerft het Graafschap Leslie 1803: Verliest Tarasp aan de Zwitserse Confederatie |
| Diez                                                                                                 | Graafschap                                                                                    |                |      | 1101                         | 1522: Verdeeld tussen Eppstein-Königstein en het Hesse-Kassel (of Hesse-Cassel) |
| Diez-Birstein                                                                                        | Graafschap                                                                                    |                |      | 1189: Verdeeld vanuit Diez   | 1322: Aangesloten bij Diez-Weilnau 1438: Doorgegeven aan het Isenburg |
| Diez-Weilnau                                                                                         | Graafschap                                                                                    |                |      | 1234: Verdeeld vanuit Diez   | 1438: Aangesloten bij Nassau-Dillenburg |
| Dinkelsbühl                                                                                          | Keizerlijke stad                                                                              | Swab           | SW   | 1274                         | 1802: Aangesloten bij Beieren |
| Disentis                                                                                             | HRR Abdij                                                                                     | in Zwitserland |      | c. 720                       | |
| Donauwörth                                                                                           | Keizerlijke stad                                                                              |                |      | c. 1250                      | 1714: Aangesloten bij Beieren (ook tussen 1606 en 1705) |
| Donzdorf                                                                                             | Heerlijkheid 1699: Graafschap                                                                 |                |      | 1605: Verdeeld vanuit Aichen | 1738: Aangesloten bij Osterberg |
| Dornbirn                                                                                             | Heerlijkheid                                                                                  |                |      |                              | |
| Dortmund                                                                                             | Keizerlijke stad                                                                              | Low Rhen       | RH   | 1220                         | 1803: Aangesloten bij Oranje-Nassau |
| Dreis                                                                                                | HRR Heerlijkheid                                                                              |                |      |                              | |
| Drenthe                                                                                              | Graafschap                                                                                    |                |      |                              | 1512: Bourgondische Kreits 1579: Bij de Verenigde Provinciën |
| Duisburg                                                                                             | Keizerlijke stad                                                                              | n/a            |      |                              | 1290: Aangesloten bij Kleef |
| Düren                                                                                                | Keizerlijke stad                                                                              | n/a            |      |                              | Aangesloten bij Jülich |
| Dyck                                                                                                 | Heerlijkheid                                                                                  |                |      |                              | |

A · B · C · D · E · F · G · H · I · J · K · L · M · N · O · P · Q · R · S · T · U · V · W · Z

vrije keizerlijke steden · keizerlijke abdijen